# Пиканшор
Пиканшор, Пиканер — река в России, протекает в Кудымкарском районе Пермского края. Устье реки находится в 181 км по левому берегу реки Иньва. Длина реки составляет 14 км. В верховьях также называется Кыртнесса.
Исток на Верхнекамской возвышенности в 10 км к северу от села Верх-Иньва. Река течёт на юго-восток, в среднем течении протекает деревню Питер. Впадает в Иньву напротив деревни Внукова.

## Данные водного реестра
По данным государственного водного реестра России, относится к Камскому бассейновому округу, водохозяйственный участок реки — Кама от города Березники до Камского гидроузла, без реки Косьва (от истока до Широковского гидроузла), Чусовая и Сылва, речной подбассейн реки — бассейны притоков Камы до впадения Белой. Речной бассейн реки — Кама.
По данным геоинформационной системы водохозяйственного районирования территории РФ, подготовленной Федеральным агентством водных ресурсов:
- Код водного объекта в государственном водном реестре — 10010100912111100007949
- Код по гидрологической изученности (ГИ) — 111100794
- Код бассейна — 10.01.01.009
- Номер тома по ГИ — 11
- Выпуск по ГИ — 1